# Sant'Angelo Lodigiano
Sant'Angelo Lodigiano é uma comuna italiana da região da Lombardia, província de Lodi, com cerca de 12.074 habitantes. Estende-se por uma área de 20 km², tendo uma densidade populacional de 604 hab/km². Acha-se à 15 km ao Oeste de sua capital Lodi.

## Demografia
| Variação demográfica do município entre 1861 e 2011                               |
|                                                                                   |
| Fonte: Istituto Nazionale di Statistica (ISTAT) - Elaboração gráfica da Wikipedia |

Faz fronteira com Pieve Fissiraga, Borgo San Giovanni, Castiraga Vidardo, Marudo, Villanova del Sillaro, Villanterio (PV), Graffignana, Inverno e Monteleone (PV), Miradolo Terme (PV).
Antigamente chamava-se sómente Sant'Angelo. Depois de 1864 a administração municipal decidiu colocat também Lodigiano para que a comuna não fosse confundida com as outras Sant'Angelo italianas.
É a cidade onde nasceu Santa Francisca Xavier Cabrini. e Mario Beccaria, prefeito nos anos 80 e deputado.